# Rose favorite du monde

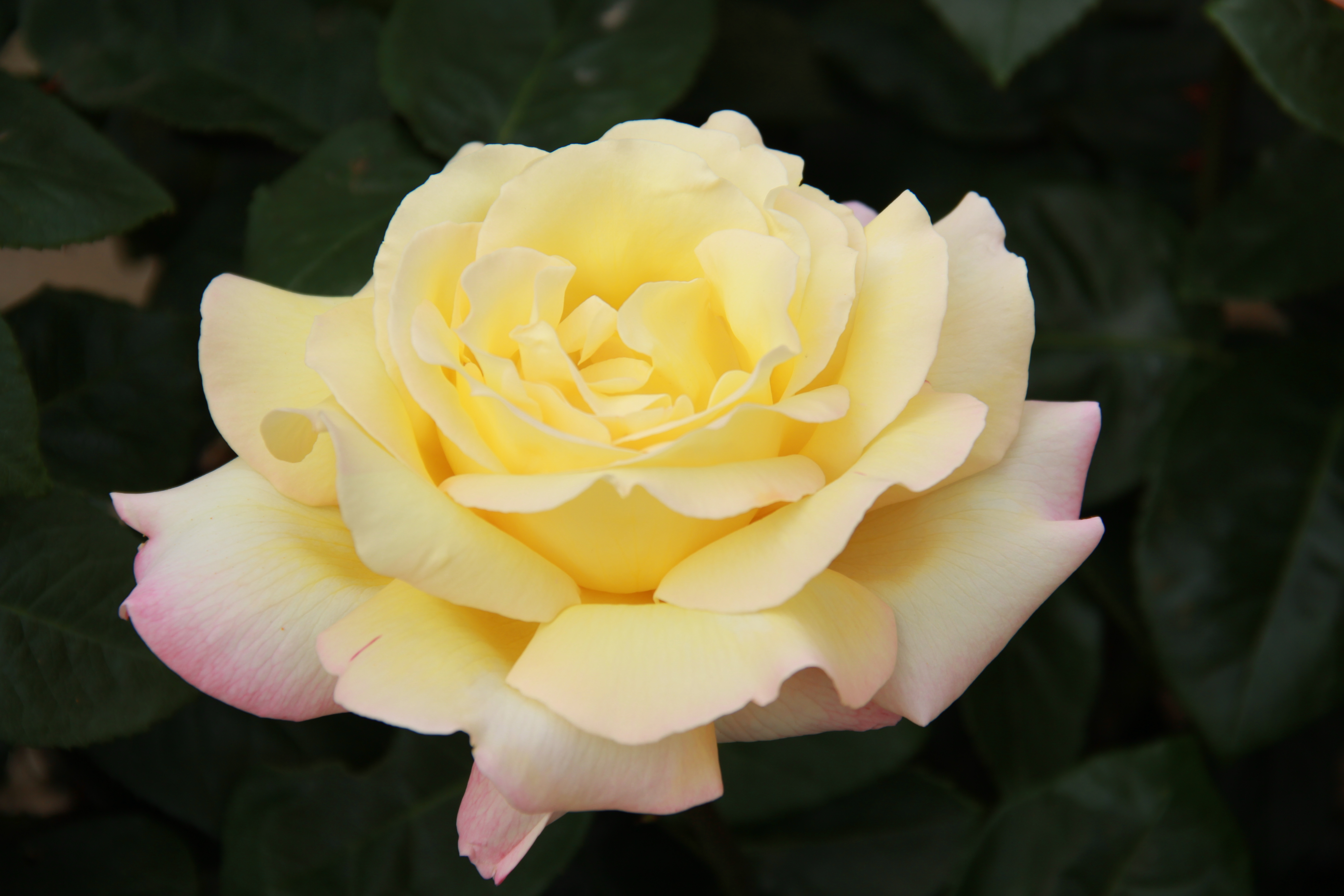
'Madame Antoine Meilland' ('Peace', 'Gloria Dei'), première « rose favorite du monde » en 1976

La Fédération mondiale des sociétés de roses (World Federation of the National Rose Societies), association internationale qui regroupe  des sociétés de roses dans 37 pays du monde,  décerne tous les trois ans le titre de la « rose favorite du monde », la plus haute distinction internationale qui puisse être attribuée à une rose. 
 
La première rose distinguée a été, en 1976, 'Madame Antoine Meilland', connue aux États-Unis sous le nom de 'Peace' et ailleurs sous celui de 'Gloria Dei'. Cette rose, créée par Francis Meilland avant guerre, a été baptisée le jour de la chute de Berlin, le 29 avril 1945 et l'American Rose Society en offrit une, accompagnée d'un message de paix, aux 49 délégations lors de la convention inaugurale des Nations unies à San Francisco la même année.

## Roses primées

### «Roses modernes»
Liste des World's Favourite Roses :
- 2018 : 'Knock Out' (Will Radler)[2]
- 2015 : 'Cocktail' (Meilland)[3]
- 2012 : 'Sally Holmes' (Holmes),
- 2009 : 'Graham Thomas' (David Austin),
- 2006 : 'Elina' (Dickson),
- 2006 : 'Pierre de Ronsard', synonyme 'Eden Rose 85' (Meilland)
- 2003 : 'Bonica 82' (Meilland),
- 2000 : 'Ingrid Bergman' (Poulsen),
- 1997 : 'New Dawn' (Dreer),
- 1994 : 'Just Joey' (Cants),
- 1991 : 'Pascali' (Lens),
- 1988 : 'Papa Meilland' (Meilland),
- 1985 : 'Double Delight' (Swim & Ellis),
- 1983 : 'Fée des Neiges' ('Schneewittchen'), synonyme 'Iceberg' (Kordes),
- 1981 : 'Duftwolke', synonymes 'Nuage Parfumé', 'Fragrant Cloud' (Tantau),
- 1978 : 'Queen Elizabeth' (Lammerts),
- 1976 : ‘Madame Antoine Meilland’, synonymes 'Peace', 'Gloria Dei', 'Gioia' (Meilland).

Quelques roses ayant reçu cette distinction
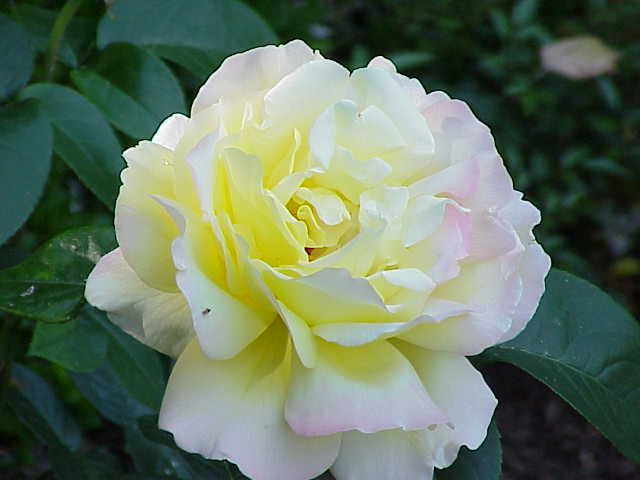
'Madame Antoine Meilland' (ou 'Peace', 'Gloria Dei')
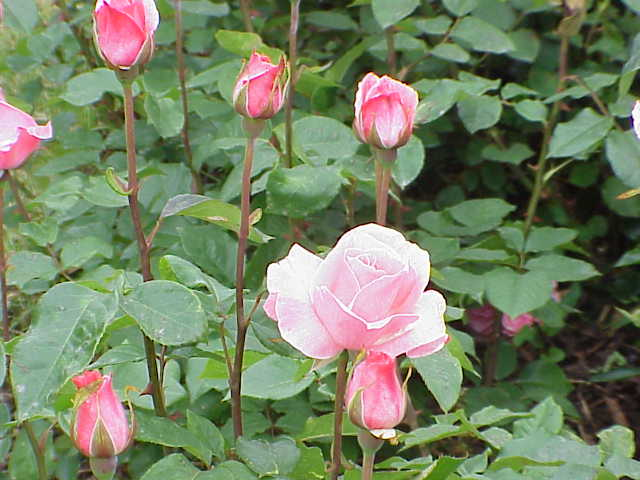
'Queen Elizabeth'
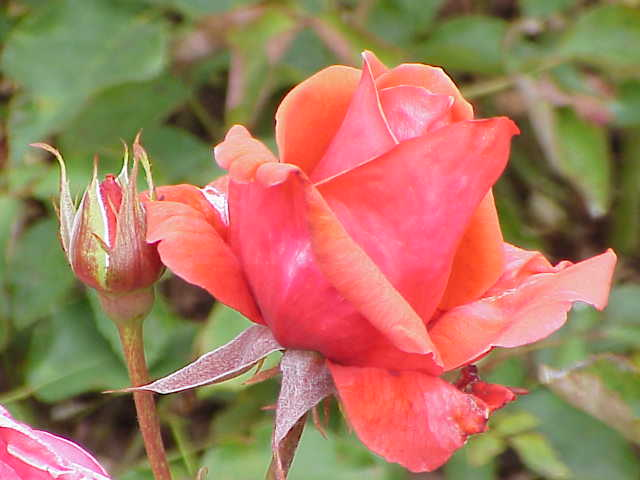
'Duftwolke' (ou 'Nuage Parfumé')
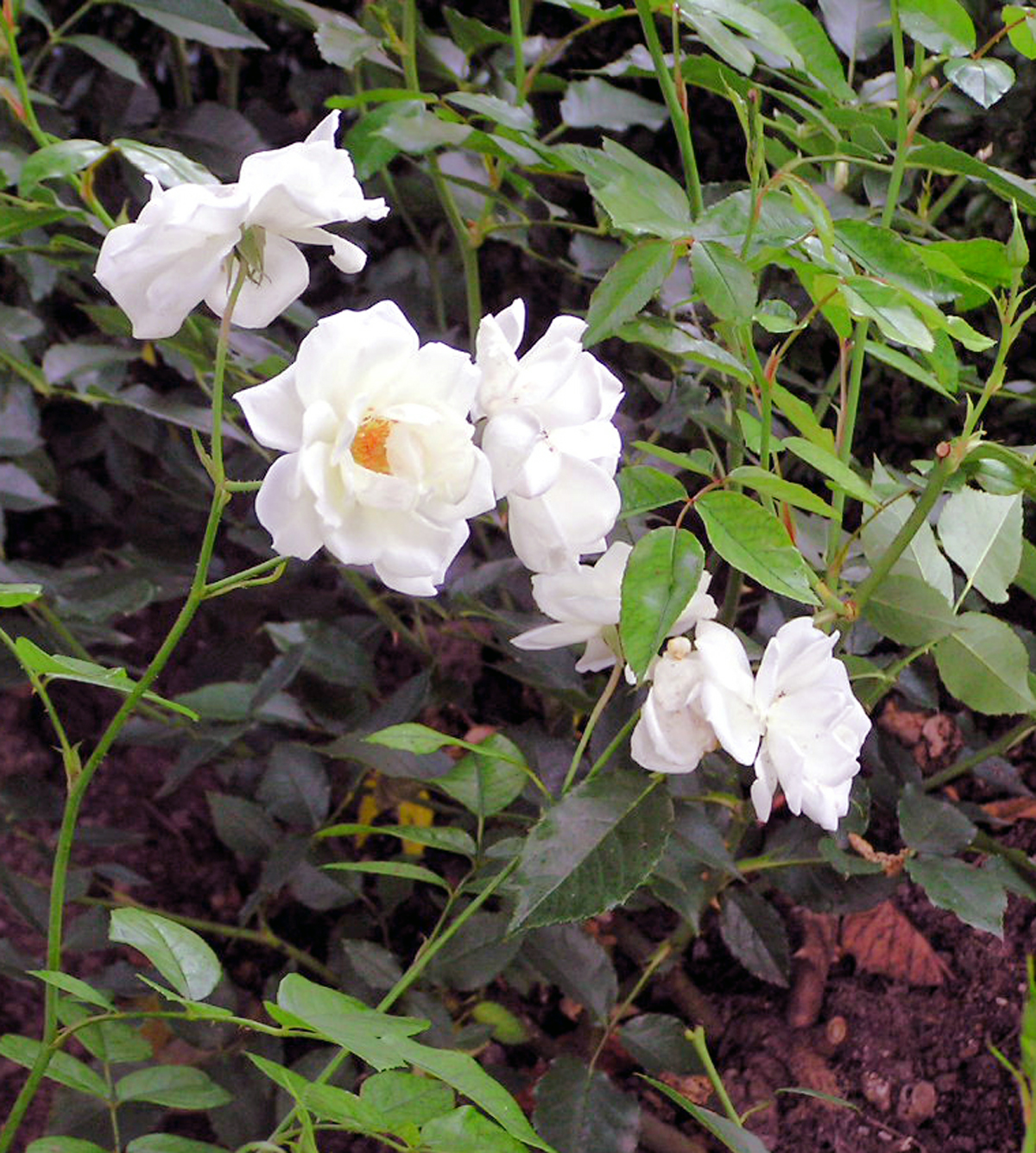
'Fée des Neiges' (ou 'Schneewittchen', 'Iceberg')
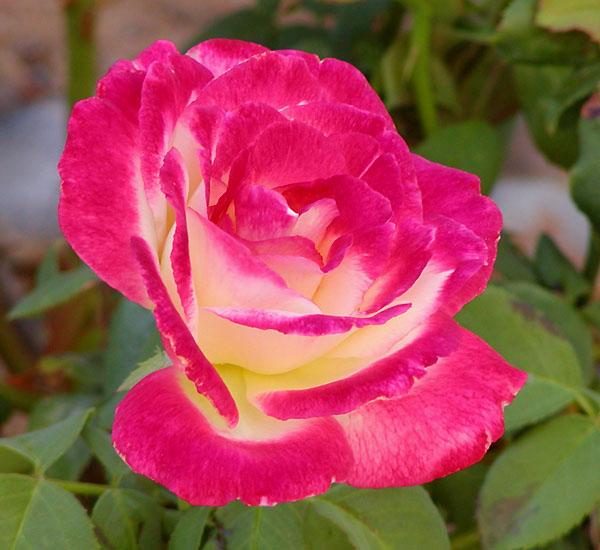
'Double Delight'
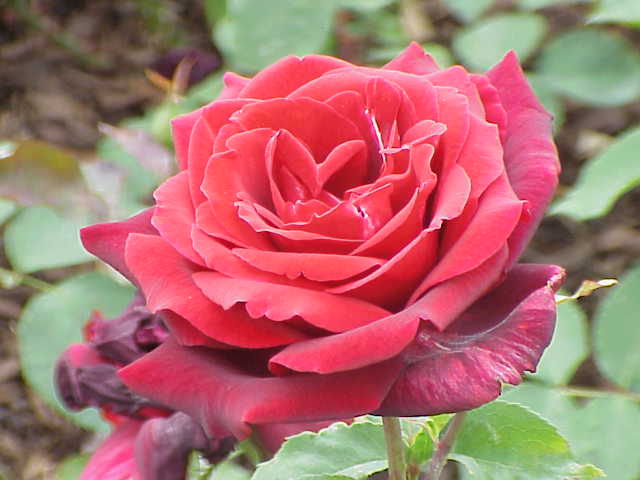
'Papa Meilland'
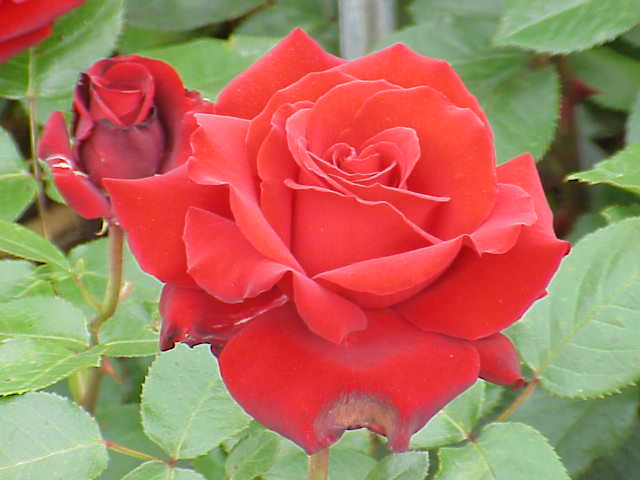
'Ingrid Bergman'
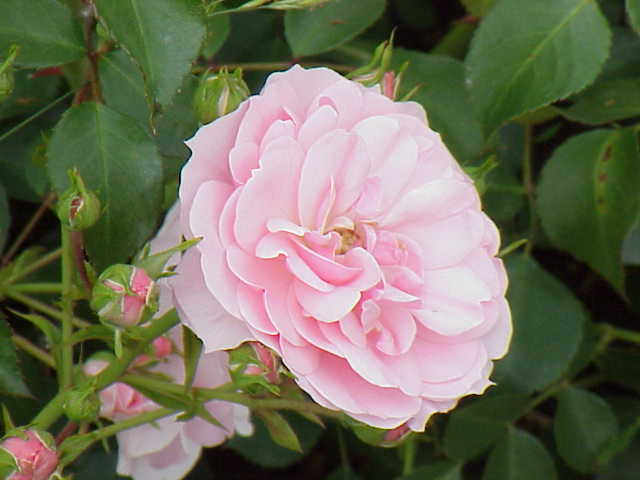
'Bonica 82'
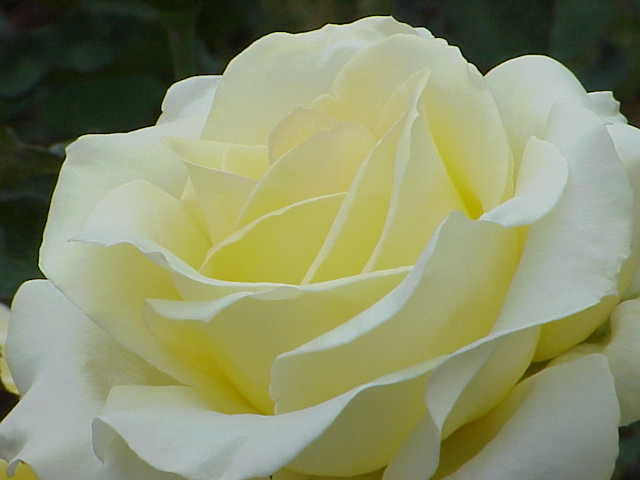
'Elina'
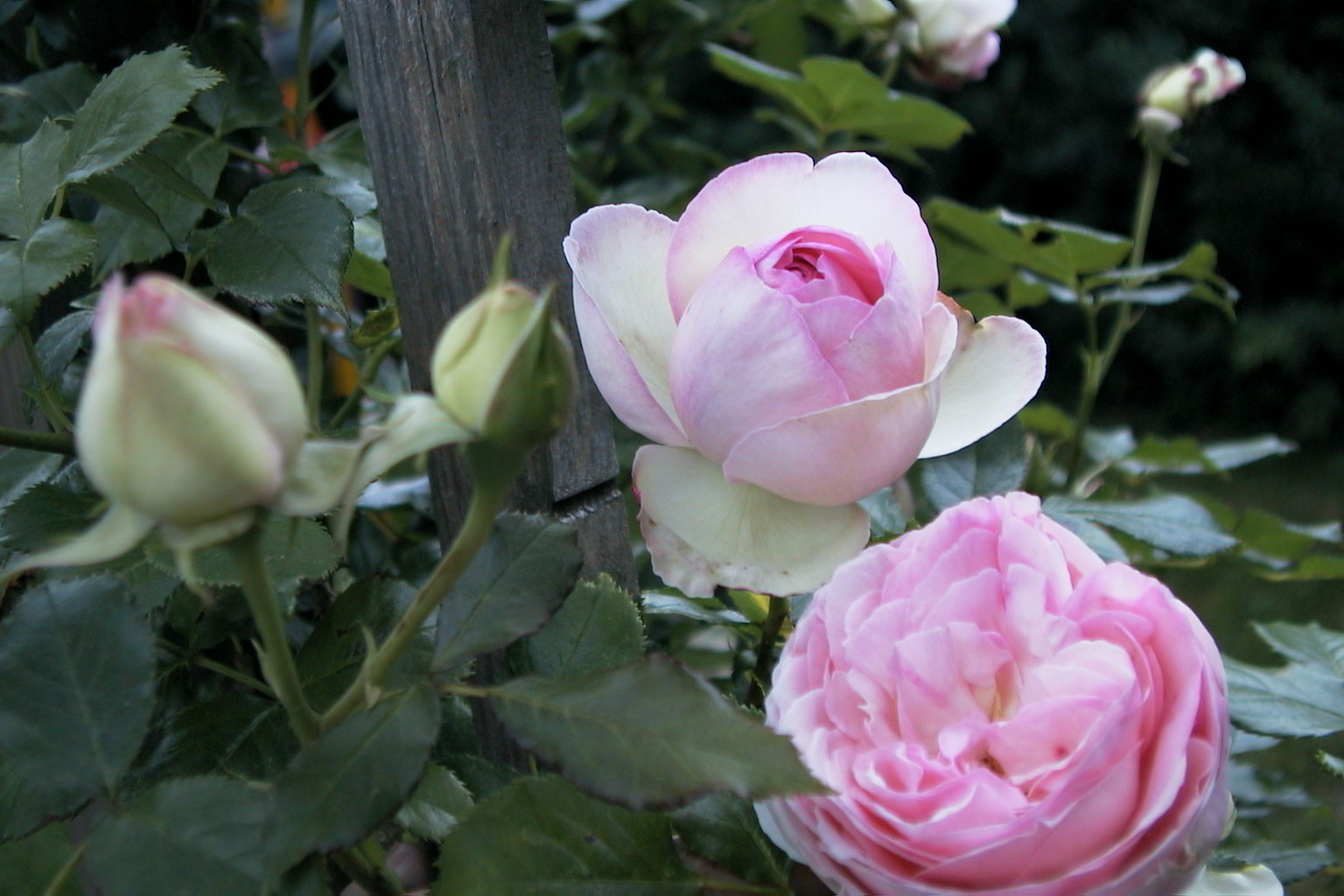
'Pierre de Ronsard'
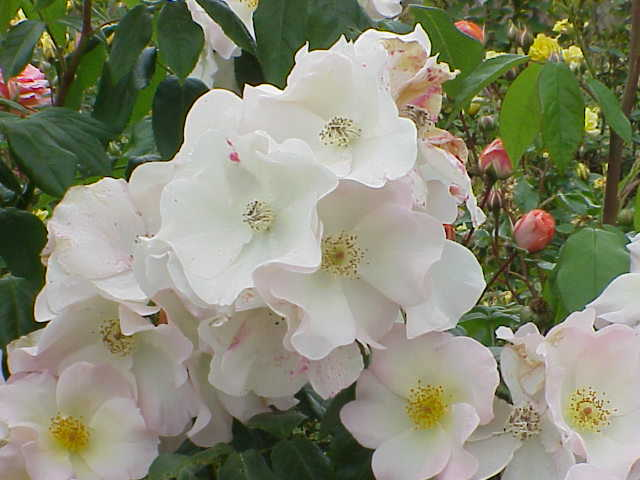
'Sally Holmes'
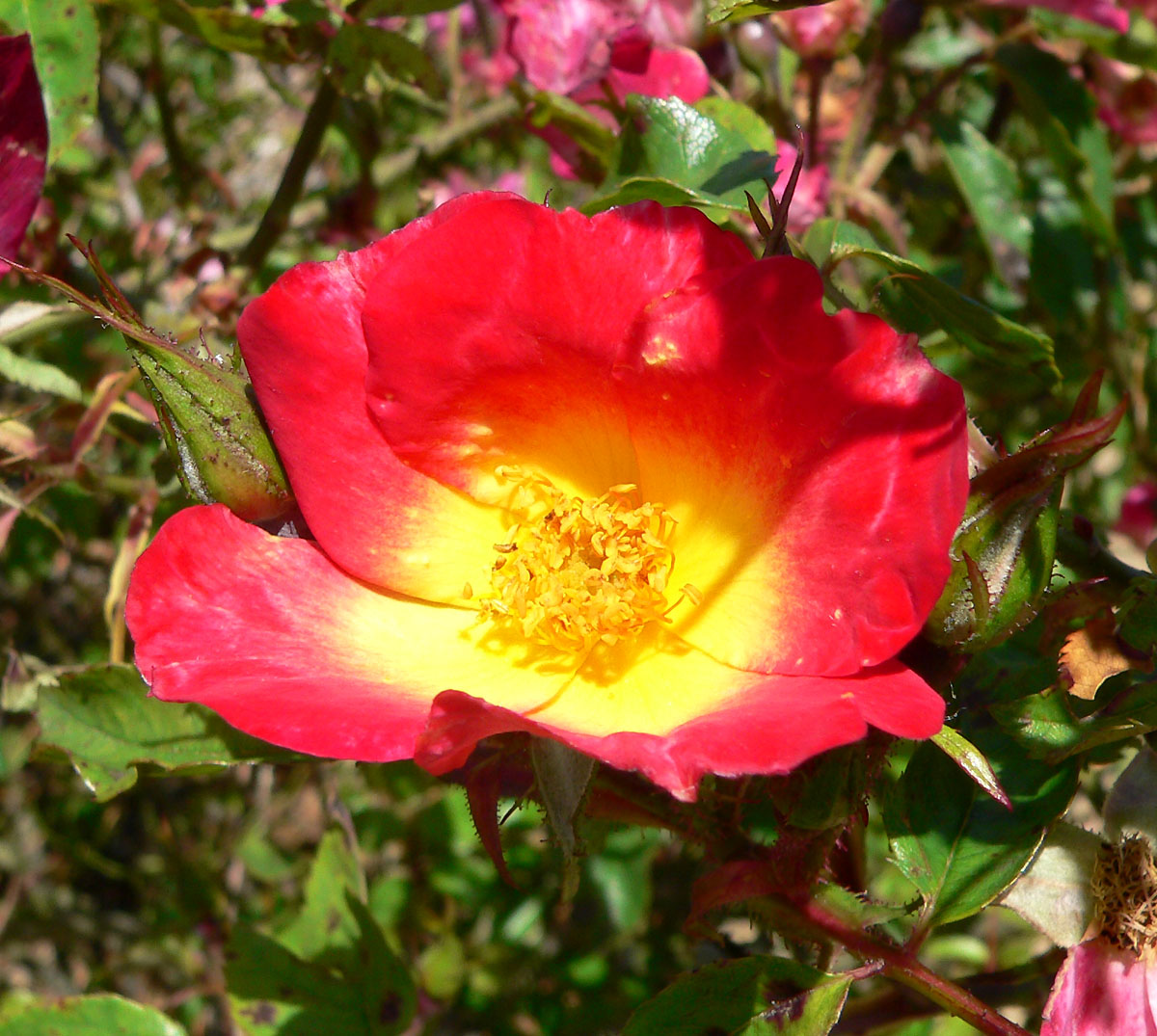
'Cocktail'
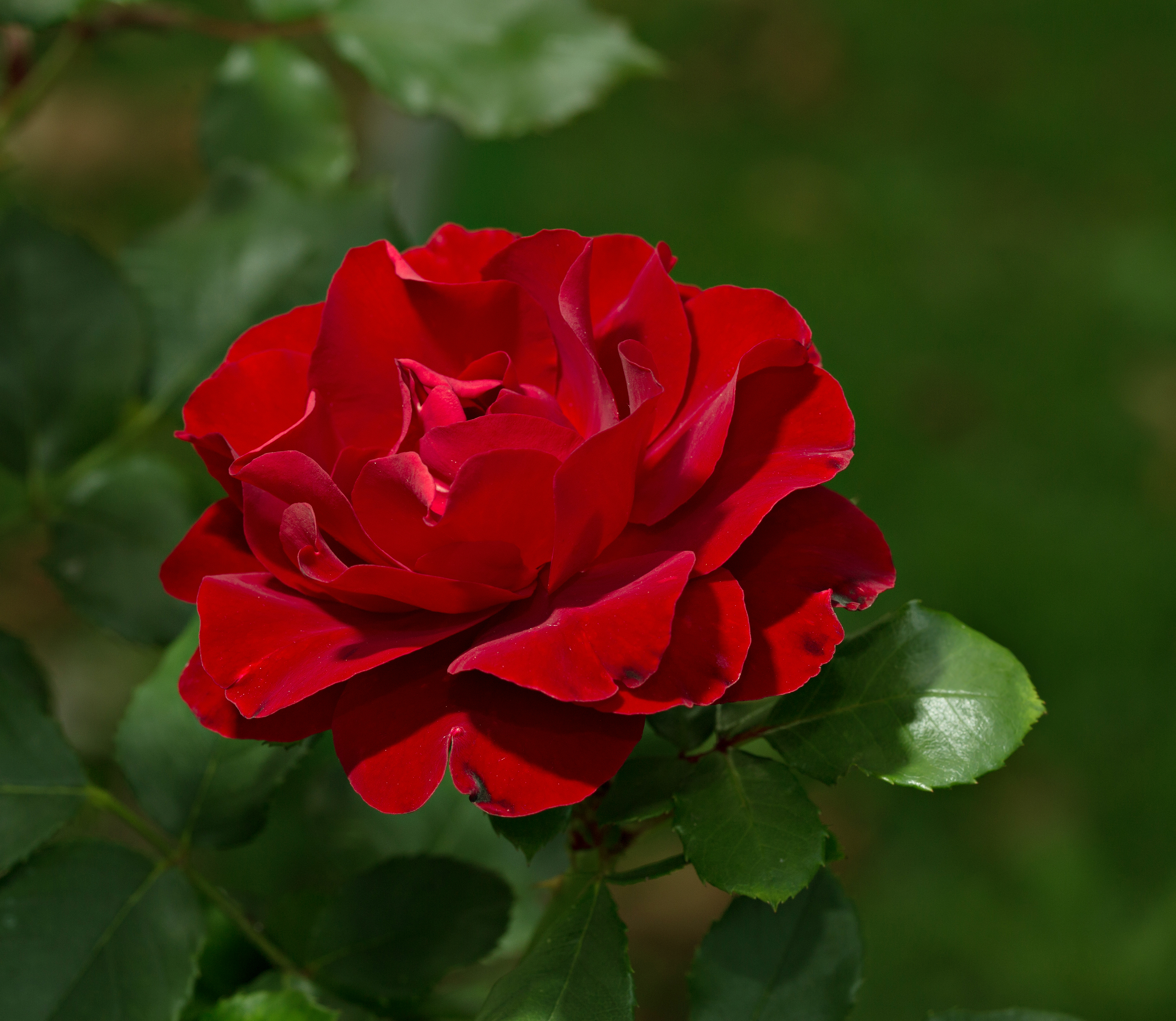
'Knock Out'

### Roses anciennes
La Fédération mondiale des sociétés de roses établit également le Old Rose Hall of Fame, une liste de rosiers anciens reconnus comme d'importance historique :
- 'Cécile Brünner' 1881
- 'Charles de Mills' XVIIIe siècle
- 'Gloire de Dijon' 1850
- 'Gruss an Teplitz' 1897
- 'Madame Alfred Carrière' 1875
- 'Madame Hardy', 1832
- Rosa chinensis 'Old Blush', ca. 1790
- Rosa chinensis 'Mutabilis'
- Rosa gallica 'Officinalis'
- 'Rosa Mundi'
- 'Souvenir de la Malmaison', Béluze 1843

Quelques roses anciennes ayant reçu cette distinction
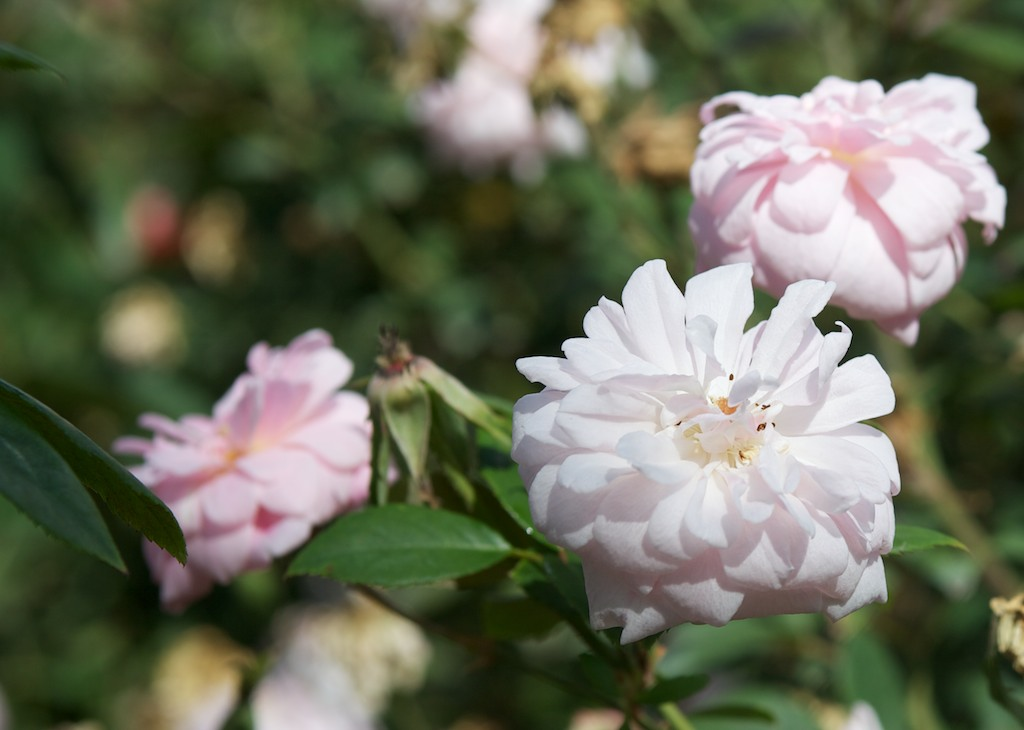
'Cécile Brünner'
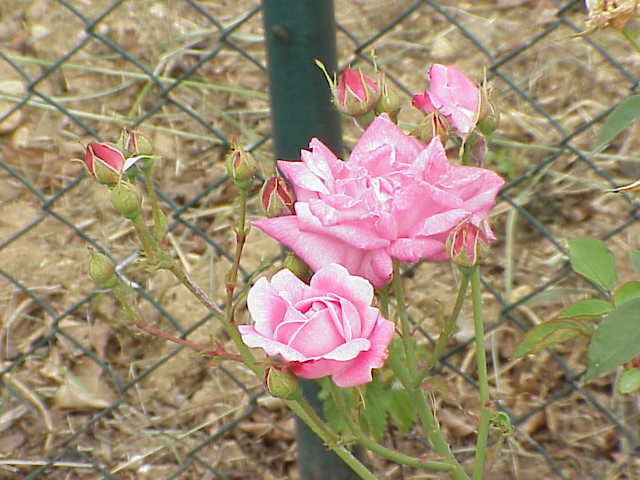
'Old Blush'
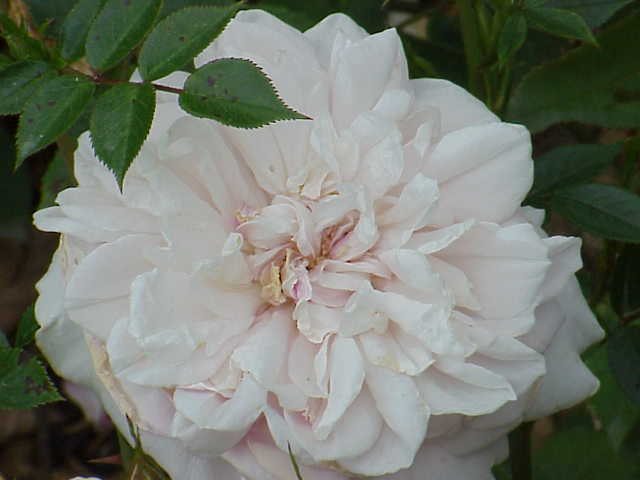
'Souvenir de la Malmaison'